# Explorativ laparotomi
Explorativ laparotomi (av grekiska λαπάρα, "buk", och τομή, "snitt") är en operation som innebär att man öppnar bukväggen in till bukhålan för att kunna undersöka bukorganen och ställa en medicinsk diagnos. Operationen används inom akutkirurgin och tillgrips ibland då en patient är sjuk (till exempel med buksmärtor) men man inte har kunnat fastställa vad det beror på genom något annat sätt, till exempel genom undersökning med röntgen, ultraljud eller datortomografi. Operationen kan också behöva tillgripas då en patient på grund av en misstänkt sjukdom i bukorganen är så svårt sjuk att det inte finns tid till att göra några andra undersökningar för att den annars riskerar att drabbas av chock på grund av kraftig blödning i mag- och tarmkanalen eller blodförgiftning. 
Vid operationen kan kirurgen titta och känna på organen och ta prover från dem för att avgöra vad patientens sjukdom beror på. Om man vid operationen finner orsaken till patientens tillstånd övergår vanligen operationen till en operation för den sjukdom man har funnit, till exempel appendektomi vid appendicit. I vissa fall finner man dock en sjukdom som inte kan opereras eller inte kan opereras just då (till exempel för att det behöver göras av en specialiserad kirurg eller med särskild utrustning), och i så fall syr kirurgen igen buken för senare åtgärd av patientens sjukdom.

### Webbkällor
- ”Explorativ laparotomi”. Medicinsk ordbok. Belfrage Medical AB. https://www.medicinskordbok.se/term/laparotomi. Läst 9 september 2020.
- ”Exploratory Laparotomy”. Saint Luke's Kansas City. https://www.saintlukeskc.org/health-library/exploratory-laparotomy. Läst 13 september 2020.